# Zuber (geologia)
Zuber w geologii – rodzaj skały osadowej. Składa się przede wszystkim z chlorku sodu (nawet do 85%) oraz iłu. Jako pierwszy sklasyfikował ją polski geolog Rudolf Zuber, od którego nazwiska skała ta wzięła swoją nazwę.